# Pietro Zaglio
Pietro Zaglio (Verona, 20 aprile 1885 – Belluno, 16 giugno 1961) è stato un generale italiano, veterano della guerra italo-turca e della prima guerra mondiale, dove fu decorato con una Medaglia di bronzo al valor militare, e si distinse particolarmente nel corso della battaglia di Caporetto, venendo fatto prigioniero. Tra le due guerre mondiali fu comandante del 67º Reggimento fanteria "Palermo" di Como, e poi del 7º Reggimento alpini. Nel corso della seconda guerra mondiale fu comandante della 17ª Divisione fanteria "Pavia", operante in Africa Settentrionale Italiana, dove rimase gravemente ferito, e successivamente della 26ª Divisione fanteria "Assietta" di stanza in Sicilia, unità destinata all'Operazione C3, la prevista, e mai attuata, invasione di Malta.

## Biografia
Nacque a Verona il 20 aprile 1885. Arruolatosi come volontario nel Regio Esercito nel corso del 1909, fu assegnato al 6º Reggimento alpini, entrando poi nella Regia Accademia Militare di Fanteria e Cavalleria di Modena, da cui uscì con il grado di sottotenente assegnato all'arma di fanteria, corpo degli alpini. Promosso tenente, nel 1909 fu assegnato alla 65ª Compagnia del Battaglione alpini "Feltre", di stanza ad Agordo e in forza al 7º Reggimento alpini. Prese parte alla guerra italo-turca combattendo in Libia, sia in Tripolitania che in Cirenaica. Ritornato in Patria, fu promosso capitano e assegnato al 3º Reggimento alpini, con cui, dopo l'entrata in guerra del Regno d'Italia, avvenuta il 24 maggio 1915, entrò in combattimento in forza al Battaglione alpini "Pinerolo". Si distinse subito sul Monte Nero, venendo decorato con una Medaglia di bronzo al valor militare, e una volta trasferito al Battaglione alpini "Moncenisio" prese parte alle successive operazioni in Alta Carnia. Divenuto comandante del Battaglione alpini "Monte Nero" dell'8º Reggimento alpini partecipò ai combattimenti sul Pal Piccolo, Pal Grande e Freikofel. Nuovamente rimasto ferito mantenne il comando del reparto anche dopo l'esito infausto della battaglia di Caporetto. Dopo il combattimento di Longarone guidò i resti del suo battaglione fin sul Monte Grappa, combattendo alla baionetta gli attaccanti sul sagrato della chiesa di Bolzano Bellunese. Promosso maggiore combatté col suo reparto sul Monte Grappa, e venuto a conoscenza che il comandante del Battaglione alpini "Monte Clapier" era caduto in combattimento si offrì di sostituirlo, combattendo sul Col della Berretta fino a quando, soverchiato dagli avversari, fu catturato insieme agli unici 14 sopravvissuti del battaglione, quasi tutti feriti.
Per questo fatto fu citato sul Bollettino del Comando supremo, e le autorità militari austro-ungariche gli concessero l'onore di conservare la sua pistola d'ordinanza per tutta la durata della prigionia.
Rientrato dalla prigionia dopo la firma dell'armistizio di Villa Giusti, il 1 agosto 1919 assunse il comando del Battaglione alpini "Belluno", mantenendolo per alcuni anni. Promosso colonnello nel 1932, assunse il comando del 67º Reggimento fanteria "Palermo" di Como, mantenendolo fino al 1934 quando si trasferì a Belluno per assumere il comando del 7º Reggimento alpini. Generale di brigata dal 16 maggio 1938, assunse il comando della fanteria della 17ª Divisione fanteria "Rubicone" a Forlì. Nel maggio 1939 assunse il comando della 17ª Divisione fanteria "Pavia", che all'atto dell'entrata in guerra si trovava  in Africa Settentrionale Italiana, al confine con la Tunisia francese. Dopo la firma dell'armistizio di Villa Incisa, il 25 giugno la Grande Unità fu trasferita a ovest di Tripoli dove rimase con compiti di difesa costiera fino all'aprile dell'anno successivo. Gravemente malato, dovette cedere il comando al generale Antonio Franceschini e ritornò in Italia nel maggio 1941.
Il 1 maggio 1942 assunse il comando della 26ª Divisione fanteria "Assietta", di stanza in Sicilia, mantenendo tale incarico fino al 1 febbraio 1943.
Promosso generale di corpo d'armata, in qualità di Mutilato di Guerra venne ammesso al Ruolo d’Onore. L'armistizio dell'8 settembre 1943 lo colse nella sua villa di Col di Salce, malato e stanco, e qui rimase fino alla fine della guerra.
Dopo la fine del secondo conflitto mondiale fu assessore comunale e commissario dell’Ospedale civile a Belluno. ricoprì vari incarichi a livello locale: Presidente dell'Istituto del Nastro Azzurro, dell'Associazione Combattenti, della Sezione ANA di Belluno, e dei Mutilati di Guerra.
Morì il 16 giugno 1961 e fu sepolto nel cimitero di Prade a Belluno.
Nell'Associazione Nazionale Alpini, il Gruppo Alpini di Salce (fondato nel 1964), di una piccola frazione di Belluno, porta il suo nome.

### Annotazioni
1. ↑  Qui ricevette un Encomio solenne con la seguente motivazione: Con generoso ardimento riusciva a salvare una bambina  che, già gettata a terra da un cavallo attaccato ad una vettura, stava per essere travolta.

### Fonti
1. 1 2  Generals.
2. 1 2 3 4 5  Col Maòr n.2, giugno 1964, p. 2.
3. 1 2 3 4 5 6  Col Maòr n.1, aprile 1964, p. 3.
4. 1 2 3 4  Col Maòr n.2, giugno 1964, p. 3.
5. 1 2 3 4 5  Col Maòr n.1, aprile 1964, p. 4.
6. 1 2  Agostini 2012, p. 259.
7. ↑   Comune di Belluno – Deliberazione n. 119 del 09/08/2012 Servizio Cimiteriale pag. 8 (PDF), su cdn1.regione.veneto.it. URL consultato il 19 agosto 2019 (archiviato dall'url originale il 22 novembre 2021).
8. ↑  La Voce Amica - Bollettino della Parrocchia di Salce (Belluno) Anno XLIV Settembre 1961 N. 5 pag. 4
9. ↑  Gazzetta Ufficiale del Regno d'Italia n.122 del 27 maggio 1936, pag.1728.